# Mráz M-1 Sokol
Mráz M-1 Sokol byl československý celodřevěný jednomotorový dvoumístný dolnoplošný sportovní letoun se zatahovacím podvozkem ostruhového typu.

## Vznik
Konstruktérem prvního poválečného československého letounu M-1 Sokol byl spolupracovník Pavla Beneše, ing. Zdeněk Rublič. V Továrně letadel ing. J. Mráz v Chocni, kde se stal hlavním konstruktérem a národním správcem závodu, novým typem navázal na tradici ing. Beneše. Konstrukci M-1 Rublič promýšlel již před koncem války a pojal ji jako technologicky velmi odlehčenou a zjednodušenou pro snadnou sériovou výrobu. Za pohon stroje vybral nový československý invertní vzduchem chlazený řadový čtyřválec Walter Minor 4-III o výkonu 77 kW s dvoulistou dřevěnou vrtulí. Podvozek koncipoval jako ručně zatahovací směrem vzad pod okraj centroplánu. Část kol za letu vyčnívala mimo obrys profilu křídla, což byla ochrana letounu v případě nouzového přistání. Prototyp označený M-1A (OK-ZHA) poprvé zalétal 9. března 1946 kpt. Josef Koukal.

## Vývoj

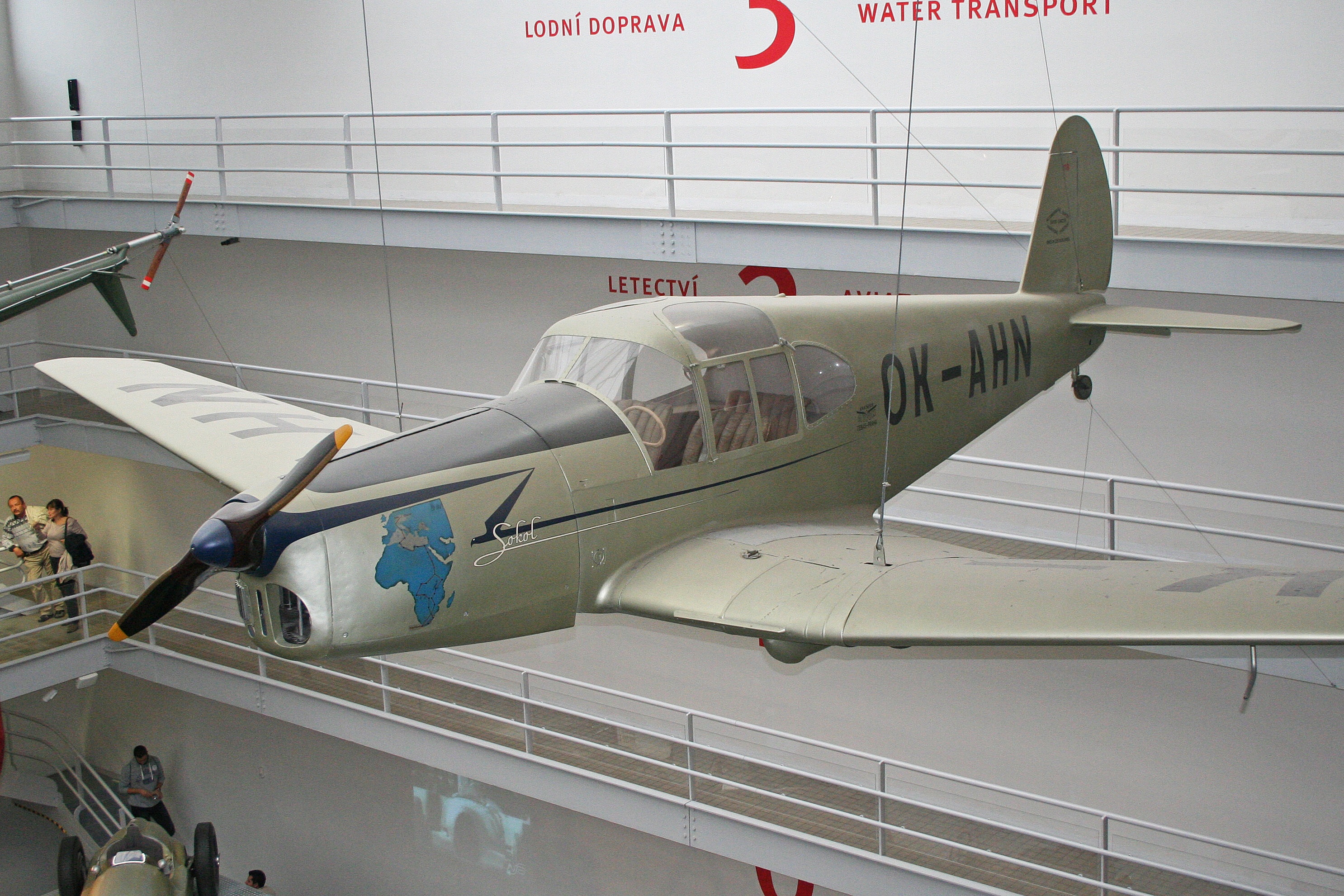
Mráz M-1C Sokol (OK-AHN), Národní technické muzeum v Praze

V době prací na M-1A zahajovaly Zlínské letecké závody výrobu čtyřválců Toma 4 s výkonem 77 kW předválečné konstrukce ing. Šmely. Rubličova snaha vedla k využití všech pohonných jednotek této výkonové kategorie, a proto zlínský motor instaloval do prototypu M-1B (OK-ZHB). Poprvé byl zalétán 19. května 1947, avšak výkon motoru byl nižší, než udávaly tabulkové hodnoty. Další vývojové záměry na zvýšení počtu sedadel tento motor vyřadily jako nevyhovující.

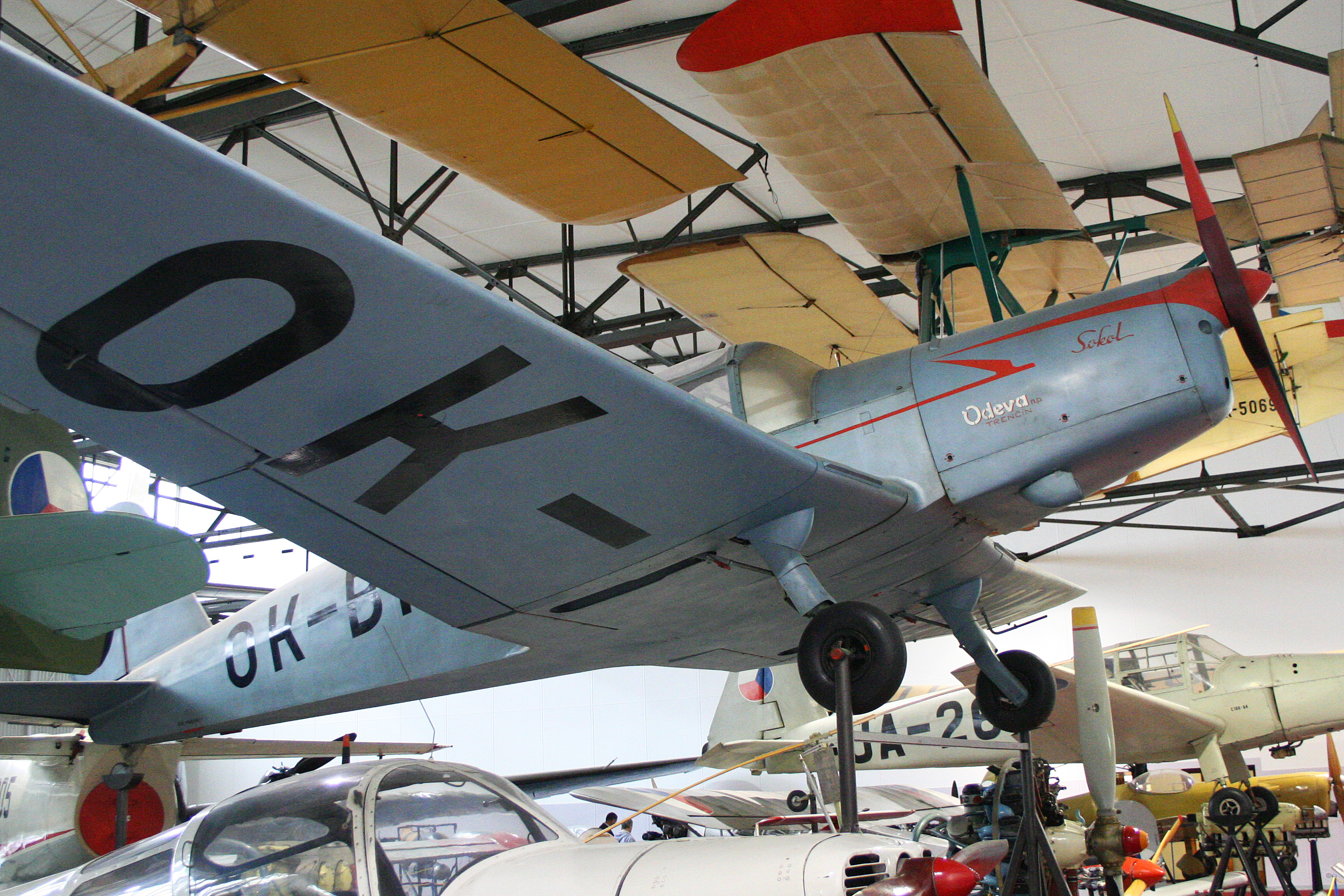
Pohled zespodu na Mráz M-1C Sokol (OK-BHM)

Na zvýšený zájem světového trhu o tří- až čtyřmístná turistická letadla zareagoval Z. Rublič verzí M-1C. Rezerva nosnosti a výkon motoru Minor 4-III umožnily nést třetí osobu bez velkých úprav. Za přední dvě sedadla umístěná vedle sebe bylo v ose kabiny instalováno třetí. První exemplář s imatrikulací OK-BHD byl dokončen 16. února 1948. Během testů se při obsazení třetího sedadla projevila podélná nestabilita, způsobená posunutím těžiště dozadu. Rublič problém vyřešil tak, že vnější části křídla byly pomocí trubkové vložky na hlavním kování nosníku nastaveny do mírného šípu, čímž byla upravena centráž letounu. V této podobě se začal Sokol vyrábět sériově.

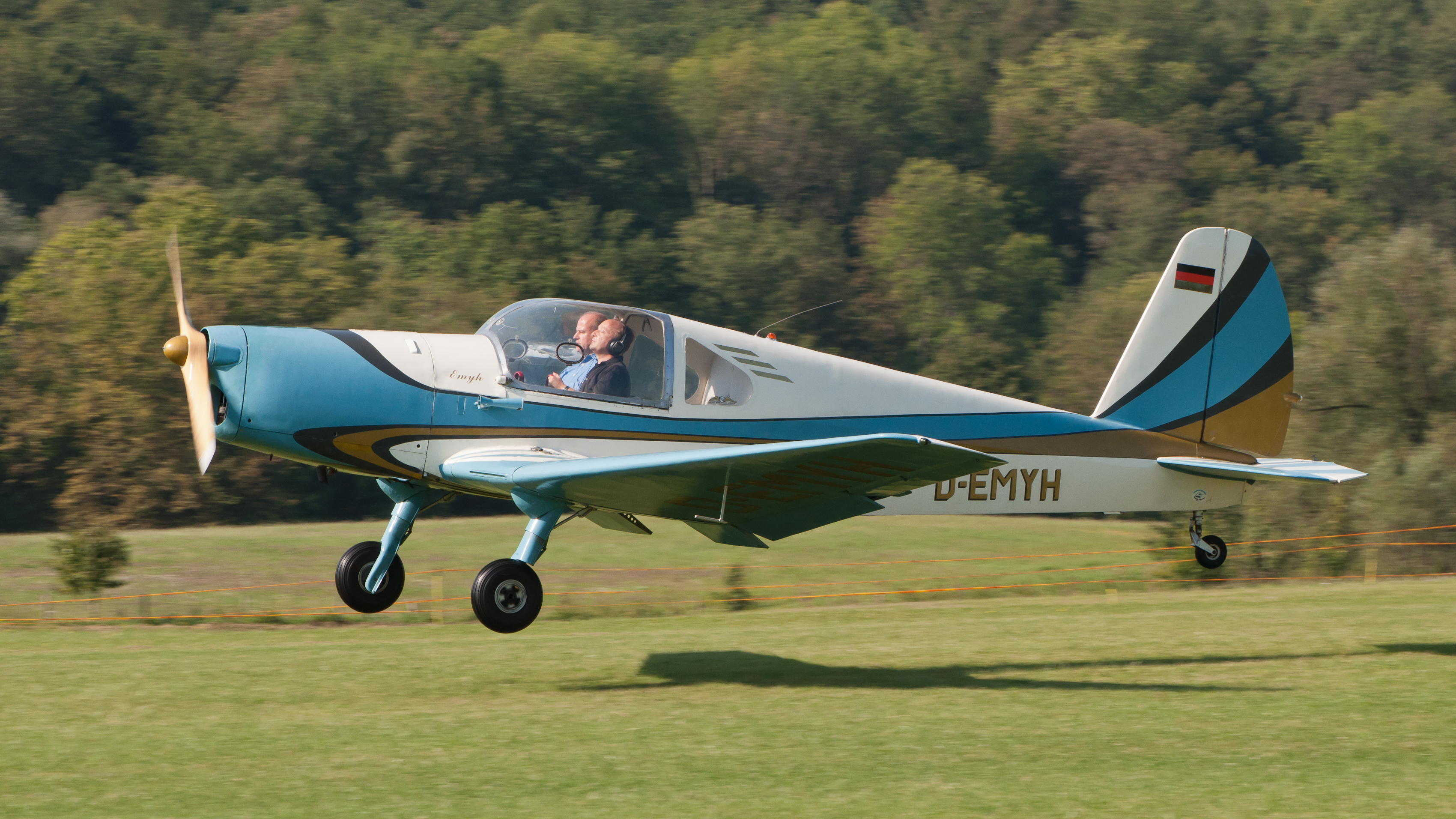
M-1D Sokol (D-EMYH)

Dne 4. října 1948 byla zalétána nová verze M-1D (OK-CEF) s novým krytem kabiny zlepšujícím výhled pilota a cestujících. Kabinový kryt se odklápěl jako celek na levou stranu trupu.
Očekávané objednávky ze zemí s převládajícími vodními plochami vedly k plovákové variantě Sokola M-1E. Nový stroj (OK-DHR), upravený ze sériového M-1C, zalétal tovární pilot Alfons Koblížek v září 1949. Vzlétl ze Žehuňského rybníka u Chlumce nad Cidlinou. Během pokusných vzletů se laborovalo se správným nastavením plováků zakoupených ve Finsku. Protože hydroplánu stačila i malá vodní plocha, pokračovaly testy na rybníce Zálší u Chocně. Maximální rychlost se vlivem aerodynamického odporu plováků snížila na 185 km/h, oproti 240 km/h pozemní varianty. M-1E byl později prodán do Finska, kde létal s imatrikulací OO-CHC.
Několik strojů se dostalo do služby vojenského letectva, kde operovaly pod označením K-63 jako spojovací. Další kusy převzala organizace Svazarm. Část Sokolů prošla během revizí úpravou na výsadkovou verzi, především přestavbou kabiny. Pravá část překrytu se mohla odsunout dozadu a vzniklým otvorem pak parašutista vystoupil během letu na plošinu vytvořenou na centroplánu u trupu.

## Sportovní úspěchy

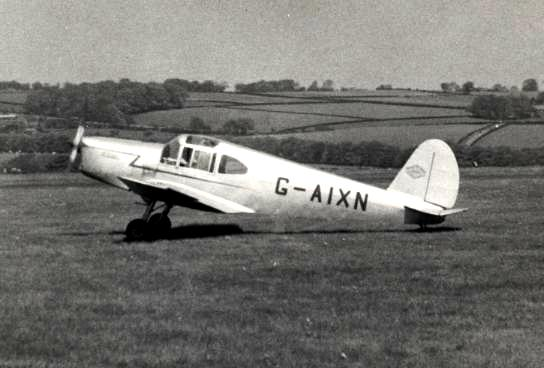
Mráz M-1C Sokol (G-AIXN), Yeadon, 1954

V tradici předválečných let se Sokol brzy po dohotovení vydal na propagační lety do zahraničí. Již v květnu a červnu 1946 navštívil s osádkou Koukal-Hlávka Francii, Velkou Británii a Belgii. Poté následovaly lety do západní i severní Evropy.
Dne 1. dubna 1947 odletěly z Prahy dva stroje (OK-AHN a OK-AHK) s osádkami Mlejnecký-Sajfrt a Nováček-Kunz na velký propagační let do Kapského Města. Do cíle však dolétl 26. dubna pouze Sokol OK-AHN, druhý letoun havaroval v Nairobi po nárazu do elektrického vedení. Posádka z těžce poškozeného stroje vyvázla jen s lehkým zraněním. Na zpáteční let OK-AHN odstartoval 1. května a 28. května přistál v Ruzyni.
Další velký přelet vykonal Sokol prodaný prostřednictvím švýcarského zástupce do Austrálie. Letoun se švýcarskými poznávacími značkami HB-TAE poháněl kompresorový motor Walter Minor 4-III-S o 120 k, který poháněl dvoulistou stavitelnou vrtuli. Posádka dr. Brunnschweiler a Hegetschweiler odstartoval 2. dubna 1949 z letiště v Curychu a po několika zastávkách a předváděních ve větších městech Asie a Austrálie přistáli 9. července v Melbourne.

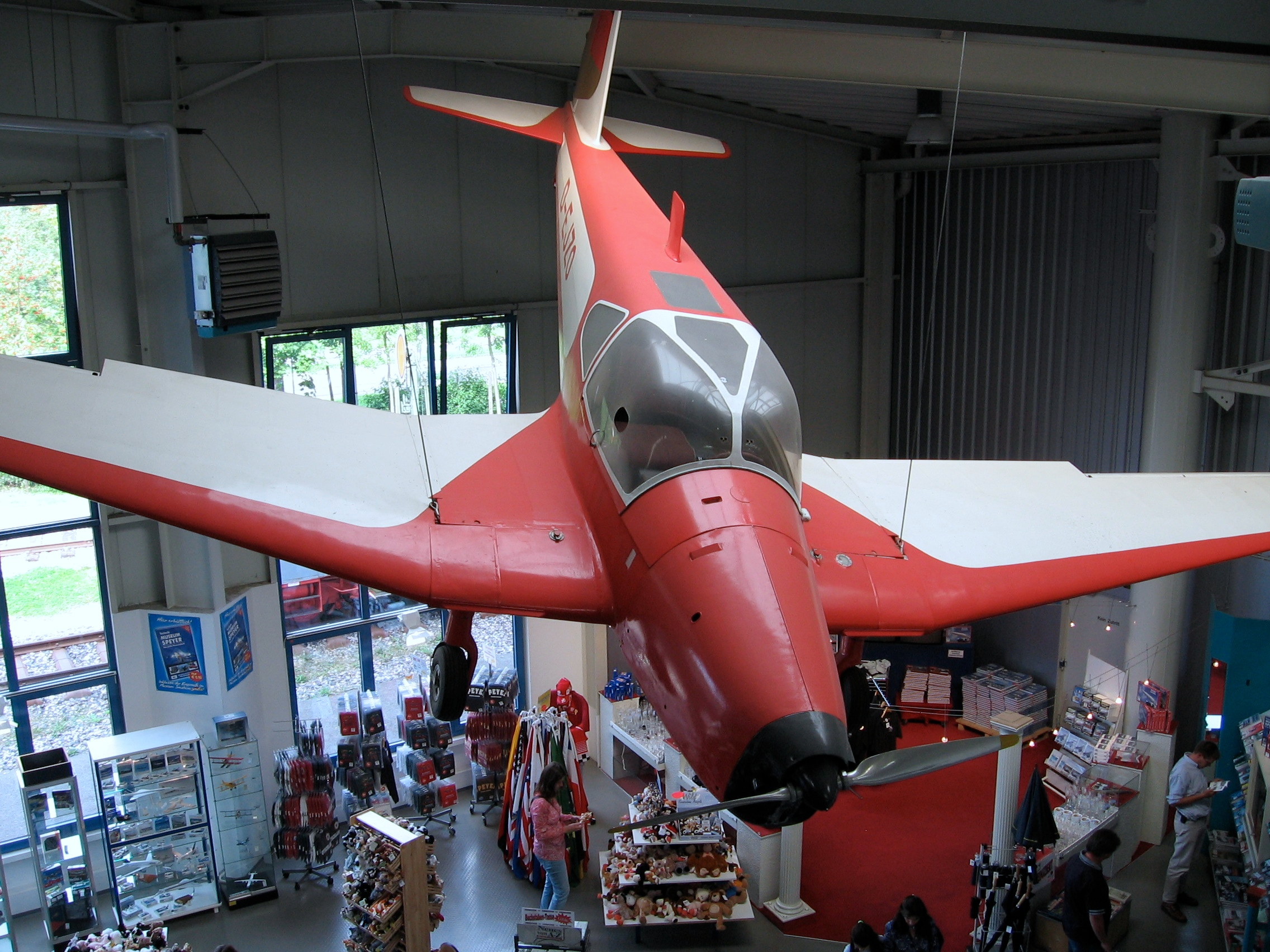
M-1D Sokol (D-EJZO)

Dalším sportovním úspěchem byla účast Sokola na soutěži sportovních letadel Galop d'Essai du Tour de Cadran ve Francii, pořádané v září 1947. Osádka Koblížek-Ticháček obsadila v konkurenci poválečných sportovních letounů Evropy a USA první místo průměrnou rychlostí 200 km/h na trati dlouhé 1199 km při celkové spotřebě 139 l benzínu (asi 11,6 l/100 km) a dvou litrů oleje.

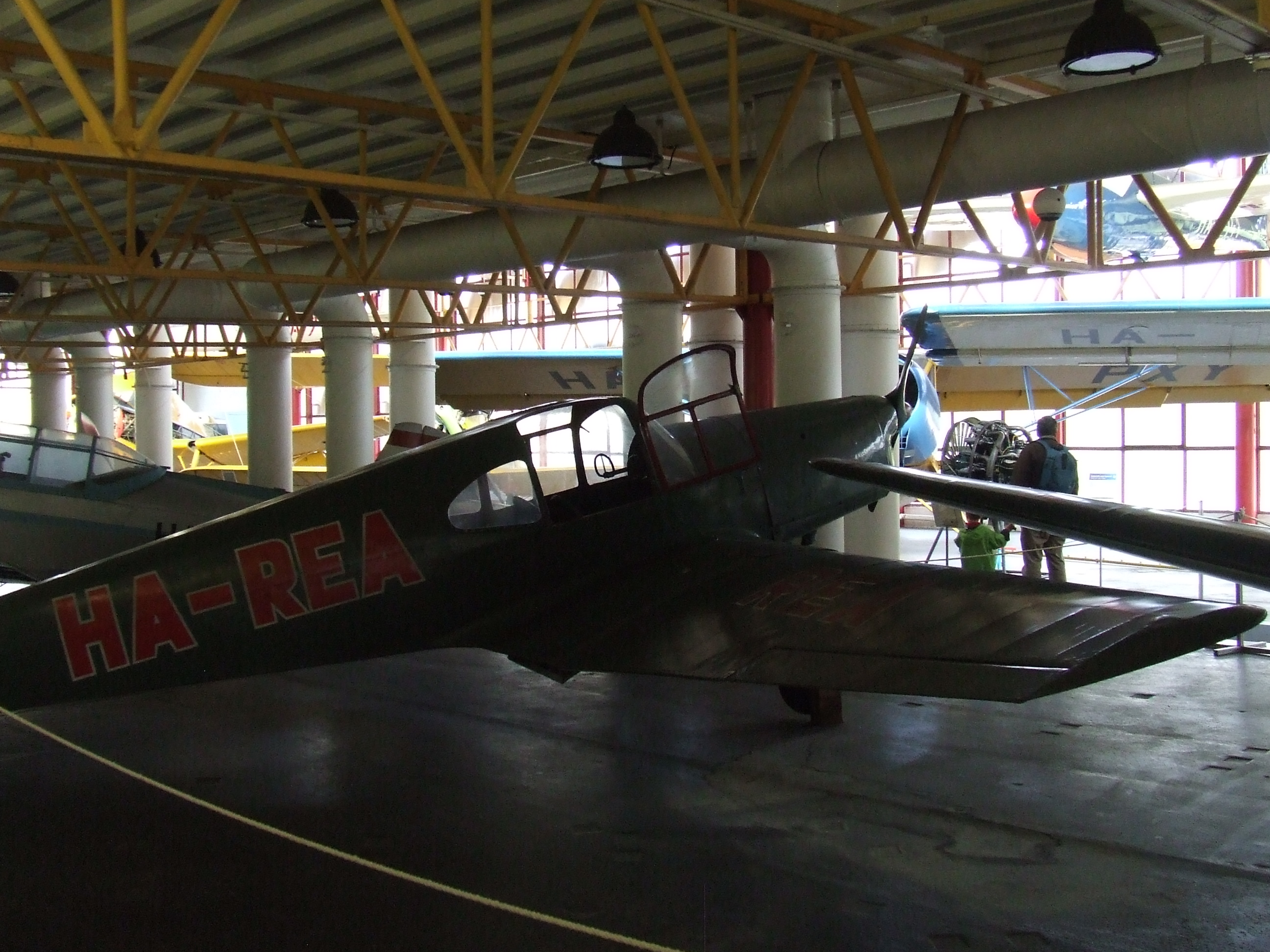
M-1C Sokol (HA-REA)

Sokol získal také několik mezinárodních rekordů registrovaných FAI. Dne 23. června 1955 utvořil pilot aeroklubu Svazarmu Brno František Novák rekord dálkovým letem na uzavřené trati Brno-Bučovice-Hustopeče u Brna. Trojúhelníkovou trať prolétl během 15 h 36 min celkem jednatřicetkrát při celkové délce 3116 km a průměrné rychlosti 208 km/h. V kategorii letadel o hmotnosti od 500 do 1000 kg překonal rekord Belgičana R. E. A. Goemanse ze srpna 1952 na stroji Piper PA-20 Pacer.
Ve dnech 4. a 5. srpna 1956 Novák prolétával trojúhelník znovu, tentokrát s přetížením 1006 kg vzletové hmotnosti, čímž vytvořený rekord spadal do kategorie hmotnosti od 1000 do 1750 kg. Ulétnutá trať měřila celkem 4423,39 km, což byl dvojnásobek dosavadního rekordu sovětského pilota Forostěnka na letounu Jak-18 ze září 1954.
Třetí rekord František Novák utvořil 15. září 1956 na přímé trati 4450 km, prolétnuté z Brna do osady Kulunda v tehdejší Kazašské SSR. O více než 1500 km tak překonal výkon Američana M. A. Conrada z dubna 1952.
Ve dnech 25. a 26. září 1957 překonal pilot Novák svůj vlastní první rekord FAI z června 1955, kdy na trojúhelníkové trati uletěl 4121,328 km průměrnou rychlostí 196,2 km/h během 21 h 55 s. Všechny tyto rekordní lety provedl na sériovém M-1C Sokolu (OK-DHH) z roku 1949 s vestavěnou velkou palivovou nádrží pohonných hmot v kabině, opatřené aerodynamicky výhodnějším čelním štítkem.
Choceňský pilot Luboš Šťastný se specializoval na rychlostní rekordy. S aerodynamicky upraveným Sokolem (OK-DHH) se zabudovanou šestiválcovou pohonnou jednotkou Walter Minor 6-III o výkonu 118 kW ustavil čtyři rekordy FAI a 11 národních rekordů. Ve dnech 8. až 11. října 1956 v podtřídě C-1-b (vzletová hmotnost 500 až 1000 kg) zalétl na Brněnském trojúhelníku dlouhém 500 km rychlost 286,729 km/h, na 1000 km 285,436 km/h a konečně na 2000 km rychlost 279,493 km/h. Čtvrtým mezinárodním rekordem byla rychlost 284,808 km/h s přetíženým Sokolem na okruhu dlouhém 2000 km v hmotnostní podtřídě C-1-c (1000–1750 kg).

## Specifikace (M-1A Sokol)

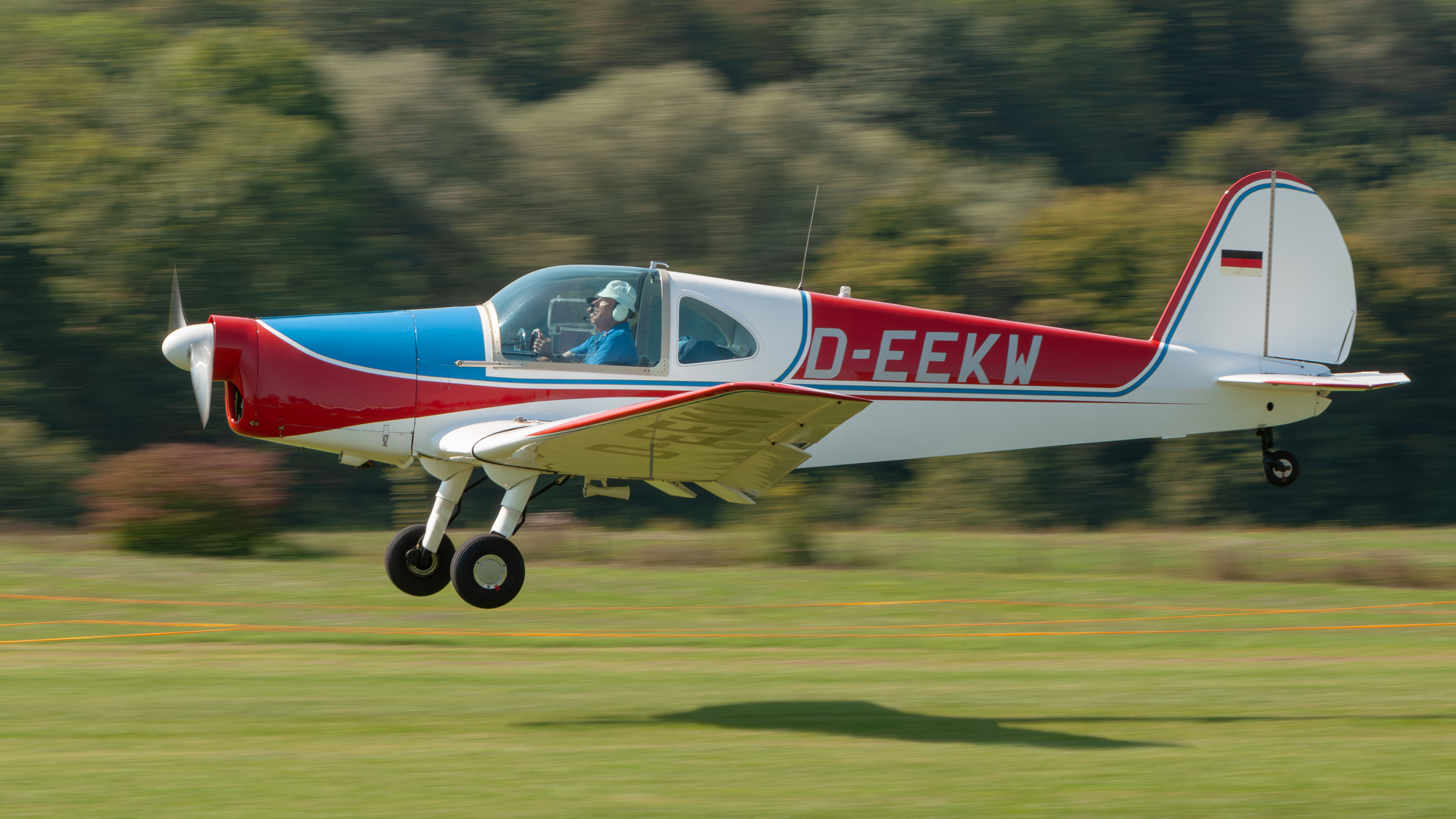
M-1D Sokol (výr. č. 211, D-EEKW)

Údaje podle

### Technické údaje
- Osádka:
- Rozpětí: 10,00 m
- Délka: 7,17 m
- Nosná plocha: 12,00 m²
- Prázdná hmotnost: 400 kg
- Vzletová hmotnost: 700 kg
- Plošné zatížení: 58,3 kg/m²
- Pohonná jednotka:

### Výkony
- Maximální rychlost: 240 km/h
- Cestovní rychlost: 215 km/h
- Dostup: 5000 m
- Počáteční stoupavost: 3,3 m/s
- Dolet: 1000 km